# Fridafors kyrka
Fridafors kyrka är en kyrkobyggnad som tillhör Svenska kyrkans fria synod. 

## Kyrkobyggnaden
I Fridafors samhälle uppfördes 1959 en småkyrka i modern stil efter ritningar av arkitekt Anders Berglund, Värnamo. Byggnaden är uppförd i tegel som putsats i vitt. Kordelen är belägen i öster och entrén i väster. Kyrkorummet är försett med ett spetsvinkligt tak och höga, smala fönster. Intill koret är en sakristia belägen tillsammans med en utbyggnad på norra sidan. En församlingssal är ansluten till kyrkan. I söder är en klockstapel  uppförd.
Svenska kyrkans fria synod har köpt Fridafors kyrka av Almundsryds församling.

## Inventarier
- Ett fristående murat altare.
- Krucifix utfört av konstnären Eva Spångberg.
- Textil på korväggen med temat: ”När förlåten rämnade”, komponerad av Kerstin J:dr Samuelsson. Vävd av Alice Svensson 1982.
- Dopfunt i trä med reliefer.
- Predikstol av enkel modell.

## Orgel
- Orgeln är byggd 1967 av Olof Hammarberg på Hammarbergs Orgelbyggeri AB, Göteborg och är en mekanisk orgel.[3]

Disposition:
| Manual         |
| Gedackt 8'     |
| Koppelflöjt 4' |
| Principal 2'   |
| Mixtur I chor  |